# Город-музей (Коломна)
Некоммерческое партнерство Коломенский центр развития познавательного туризма «Город-музей» — некоммерческая организация, которая сформировала и развивает творческий кластер, охвативший всю территорию Старой Коломны — Коломенский Посад (историческая территория, примыкающая к Коломенскому кремлю).
В кластер входят:
- Музей «Калачная»
- Музей «Арткоммуналка»
- Музей-Навигатор
- Музей пастилы
- Музейная фабрика
- Музейный театр

Деятельность организации определяется как социальное предпринимательство.

## Создание
После создания музея коломенской пастилы, его руководитель Наталья Никитина решила распространить опыт воссоздания старинного уклада жизни с отдельного музея на исторический центр города.
Коломенский посад отличает не только уникальная концентрация памятников (пятая часть объектов культурного наследия Московской области), но и цельность городской среды, сохранившей элементы традиционного уклада жизни XVIII−XIX вв. (частный дом, палисадник, забор, ворота, двор, сад, огород, хозяйственные постройки, удобства).
В 2009 году Никитина создала проект «Музейный посад. Новая жизнь старого города» по комплексному междисциплинарному исследованию территории Коломенского посада.
В том же году проект стал победителем VI Грантового конкурса Благотворительного фонда Владимира Потанина «Меняющийся музей в меняющемся мире» в авторской номинации. К проекту были привлечены филологи, историки (в том числе Алексей Мазуров), музейные проектировщики, архитекторы, культурологи, социологи и дизайнеры. Их задачей было создать образное поле Коломенского посада, выявить и описать его артефакты для последующего сценирования территории.
По итогам исследований и обсуждений тип будущего музея был определен, как живой музей, включающий формы музейной деятельности в современную городскую среду. Так оформилась и окрепла идея создания на исторической территории Коломенского посада Полезного музея русского хозяйства.

## Полезный музей русского хозяйства
Этот проект предполагает создание в пространстве исторического центра города — Коломенского посада — квартала из музейных комплексов, каждый — со своим профилем городского хозяйства — ямского, виноторгового, усадебного, владычного, огородного, воеводского и пр. Благодаря соединенным усилиям исследователей и архитекторов-проектировщиков на территории Коломенского посада было выделено 14 музейных комплексов, имеющих в основе традиционную специализацию посадского хозяйства и связанные с ней исторические бренды: Коломенский кремль, коломенский горшок, коломенская репа, Лажечников, коломенский мёд, коломенский сад, коломенская верста и пр.

## Проекты
Ядром проекта «Город-музей» является музей «Коломенская пастила».
Следующей частью проекта стала музейная фабрика, которая позволяет посетителям познакомиться с открытым пастильным производством конца XIX в., продегустировать, увидеть и поучаствовать в театральных действиях, посетить мемориальные комнаты бывшего владельца фабрики купца П. К. Чуприкова.
Одновременно на территории фабрики разбивается музейный сад, популяризирующий старинные традиции выращивания, сбора и хранения яблок.
Открываются два музейных магазина: кондитерский и садоводческий.
Позднее был создан гостевой дом с историческими интерьерами, сервисами и программой «реально прожитой жизни» в аутентичной среде купеческой усадьбы.
В итоге, в 2008−2009 гг. на территории исторического центра Коломны были открыты два музея, разработаны туристический маршрут и программы, благоустроен пустырь, который теперь украшают арт-объекты художника Николая Полисского, отреставрирован «умирающий» памятник архитектуры, в котором открыт музей, начат выпуск журнала-путеводителя для путешественников по Коломне и её окрестностям.
В 2011 году был открыт музей «Арткоммуналка» посвящённый советской Коломне 60-х годов и творчеству писателя Венедикта Ерофеева.
В 2014 году был открыт музей Изначалья «Сие деньги коломьски», который при помощи нумизматической коллекции рассказывает историю России в эпоху героической борьбы за свободу и независимость и освобождения от ордынского ига.
В ближайшем будущем планируется открытие музея «Кружечного двора», где будут производить сидр из коломенских яблок.
Вся среда «Города-музея» разрабатывается с учётом доступности для инвалидов.

## Бизнес
Для эффективного функционирования каждого из намеченных музейных проектов каждый представляет собой самостоятельную бизнес-единица со своей инфраструктурой. В совокупности они составляют брендовую бизнес-цепочку, объединяющую взаимосвязанные виды бизнеса по созданию добавленной стоимости базового турпродукта, разработанного на основе исторического бренда.

Для жителей города были созданы новые рабочие места: в настоящее время в «Городе-музее» работает более 150 человек.
Образование в рамках Полезного музея русского хозяйства аналогичных бизнес-цепочек должно превратить его в своего рода «музейный холдинг» с разветвленной инфраструктурой музейных мини-производств, мини-гостиниц, ремесленных мастерских, торговых рядов, садов, оранжерей, актуализирующих традиционный образ жизни русского провинциального города и имеющих большие социальные эффекты.

## Результаты
Благодаря созданию кластера общий туристический поток в Коломну увеличился в три раза. В настоящее время запись посетителей Музейной фабрики коломенской пастилы ведется на полгода вперед: только в 2014 году в Коломенском посаде побывали 41 448 человек.

## Награды
В 2010 году проект стал победителем Регионального конкурса проектов в сфере социального предпринимательства в 2010 г.
В 2015 году руководитель организации Наталья Никитина получила премию за вклад в развитие и продвижение социального предпринимательства в России «Импульс добра» в номинации «За системный подход к социальному предпринимательству».